# Werner Trelenberg
Werner Trelenberg (* 16. September 1934 in Strausberg) ist ein deutscher Leichtathletiktrainer.

## Leben
Trelenberg beendete sein Studium an der Deutschen Hochschule für Körperkultur (DHfK) in Leipzig im Jahr 1962 mit einer Diplom-Arbeit zum Thema „Untersuchung der Freizeitgestaltung von Brigaden im Volkseigenen Betrieb Bodenbearbeitungsgeräte Leipzig unter besonderer Berücksichtigung der Körperkultur“. Bis 1961 war er als Hürdenläufer selbst aktiver Leichtathlet. Nach seinem Studium war Trelenberg zwei Jahre lang als Lehrkraft an der DHfK tätig. In der Zeitschrift Theorie und Praxis des Leistungssports veröffentlichte er in den 1960er und 1970er Jahren in Zusammenarbeit mit weiteren Fachleuten Analysen von Kinder- und Jugendspartakiaden sowie Erkenntnisse über das Training im Spitzenbereich.
1969 trat er im Deutschen Verband für Leichtathletik der DDR (DVfL) eine Stelle als Trainer für den Bereich Sprint/Hürden an, 1974 stieg er beim DVfL zum Cheftrainer auf. Als Leichtathletiktrainer nahm er unter anderem an fünf Olympischen Spielen teil. Später war er zudem DVfL-Vorstandsmitglied und ab Mai 1989 stellvertretender Direktor der Sportschule Kienbaum.
Am 1. September 1990 wurde Trelenberg Sportdirektor des Österreichischen Leichtathletik-Verbandes (ÖLV). 2009 wurde der ehemalige ÖLV-Präsident Helmut Donner bezüglich Trelenbergs Vergangenheit im DDR-Sport von der Zeitung Der Standard mit den Worten zitiert: „Er (Trelenberg) hat gewusst, dass und wie gedopt wurde, war aber selbst sicher nicht aktiv beteiligt. Und bei uns war er unter Garantie sauber.“